# 호시 (중국)
호시(互市)란 중국 역대 왕조가 수륙 방면의 국경 지점에 두었던 공인 대외 교역장이다. 또한 이러한 의미에서 더 확신되어 명나라 후기부터 청나라 초기에 걸치는 중국의 대외 교역 행위 및 그 시스템을 가리키는 데에도 쓰이는 용어이기도 하다.
한나라 호시에서 남월이나 흉노, 선비족 등 남북 이민족과의 교역을 행하고 있었음이 확인된다. 당대에는 대외교역을 행하던 해상의 포구들을 시박(市舶)이라 하여, 이들 항구에서의 호시를 관리하였다.
명 왕조는 당초 해금 정책(海禁政策)을 취하여 조공이라는 형식을 따르지 않은 사적인 무역을 엄격히 금지하였다. 일본의 오우치 씨 등 사이고쿠 유수의 다이묘들과의 사이에서 행해졌던 감합무역의 경우도 일본측에 있어서는 조공 무역의 일환이었다. 그러나 16세기 후반에 이르러 후기 왜구로 인해 해금 정책은 한계에 이르렀고, 조공 형식을 따르지 않는 사적인 무역도 용인된다. 이는 이후 청 왕조로도 이어져서 조공 체제 바깥에서 외교를 수반하지 않는 형태로 호시 체제가 형성되게 된다. 에도 시대 일본 또한 이러한 호시 체제 아래서 청 왕조와의 교역을 행하였다.
다만 청 왕조가 해금을 완전히 해제하고 자유 무역을 허용한 것은 아니었으며, 갖가지 규제를 두어 관리하고자 하였다. 그 가운데 하나가 서구 유럽 세계와의 교역을 광주 한 곳에 묶어두었던 이른바 광동 무역(廣東貿易) 체제(영어 캔톤시스템 Canton system)이다. 하지만 이러한 규제 시도는 청 왕조 말기 아편전쟁(阿片戰爭)과 그 결과로 체결된 남경조약(南京條約)으로 방기되기에 이른다.
청대에 호시가 행해졌던 주요 지점은 다음과 같다.
- 캬흐타(恰克圖)
- 강남성(江南省) 상해(上海, Shanghai) 강해관(江海關)
- 절강성(浙江省) 영파(寧波, Liampo) 절해관(浙海關)
- 복건성(福建省) 하문(廈門, Amoy) 민해관(閩海關)
- 광동성(廣東省) 광주(廣州, Canton) 월해관(粤海關)

## 같이 보기
- 광동 체제
- 시박사
- 영파쟁공